# Simatic

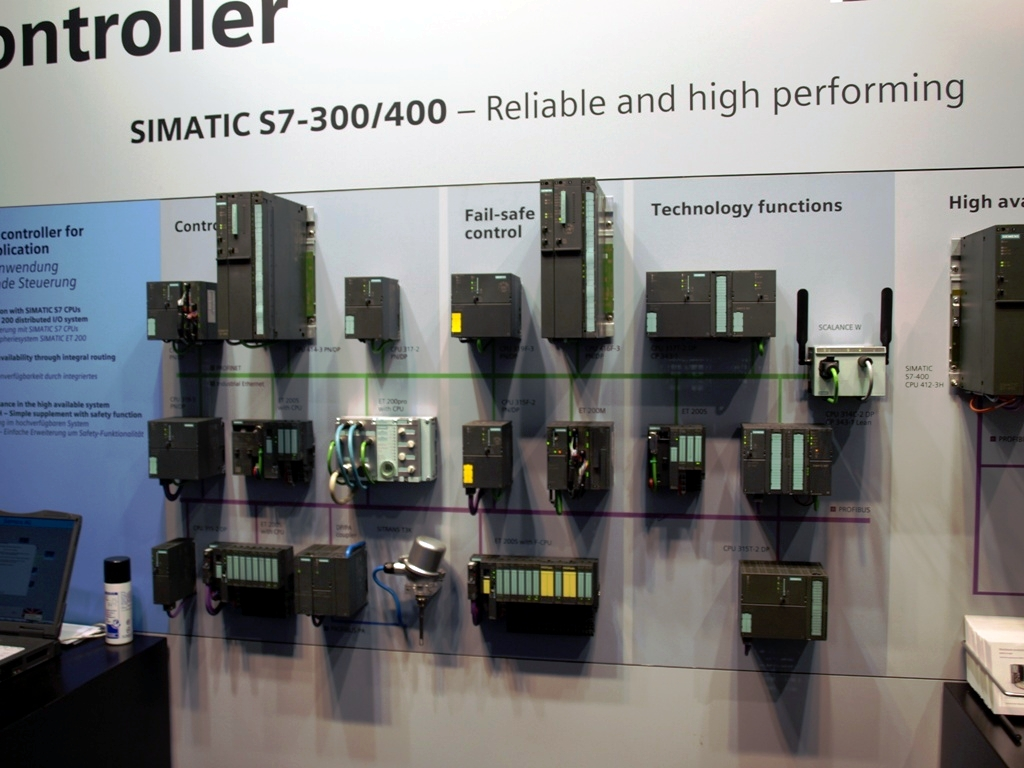
Различное оборудование семейства Simatic

Simatic (от Siemens + Automatic, рус. Симатик) — торговая марка концерна Siemens, объединяющая различные средства промышленной автоматизации, предназначенные для решения задач автоматизации технологических процессов производств и предприятий:
- Simatic S5, Simatic S7 — линейки программируемых логических контроллеров (ПЛК).
- Simatic Net — сетевые решения на основе промышленных сетей PROFInet, Industrial Ethernet, Profibus, AS-Interface, KNX.
- Simatic HMI — средства человеко-машинного интерфейса:
  - Панели оператора
  - Программное обеспечение HMI: Simatic Protool; Simatic WinCC Flexible; Simatic WinCC
- Simatic PCS 7 — DCS-система.
- Simatic IPC — промышленные ПК.
- Simatic IT — программная платформа для разработки MES (систем оперативного управления производством).

## История
Начиная с 1955 года в компании Siemens-Schuckertwerke AG велись разработки регуляторов (версии G) на германиевых транзисторах.
2 апреля 1958 года компания зарегистрировала торговую марку Simatic — построение из слов «Siemens» и «Automatic».
В 1959 году представлен Simatic G — ещё не свободно-программируемый полупроводниковый (германиевый) модуль управления с резистор-транзисторной логикой.
В 1964 году были разработаны системы Simatic N и Simatic H на основе кремния и диодно-транзисторной логики.
В 1971 году были представлены модули Simatic C1 и Simatic C2 с интегральными схемами высокоуровневой логики (HLL), а также Simatic C3 с транзистор-транзисторной логикой. Однако все эти системы также не были свободно-программируемыми.
В 1975 году на рынок вышла Simatic S3, которая базировалась на логике Simatic C3.

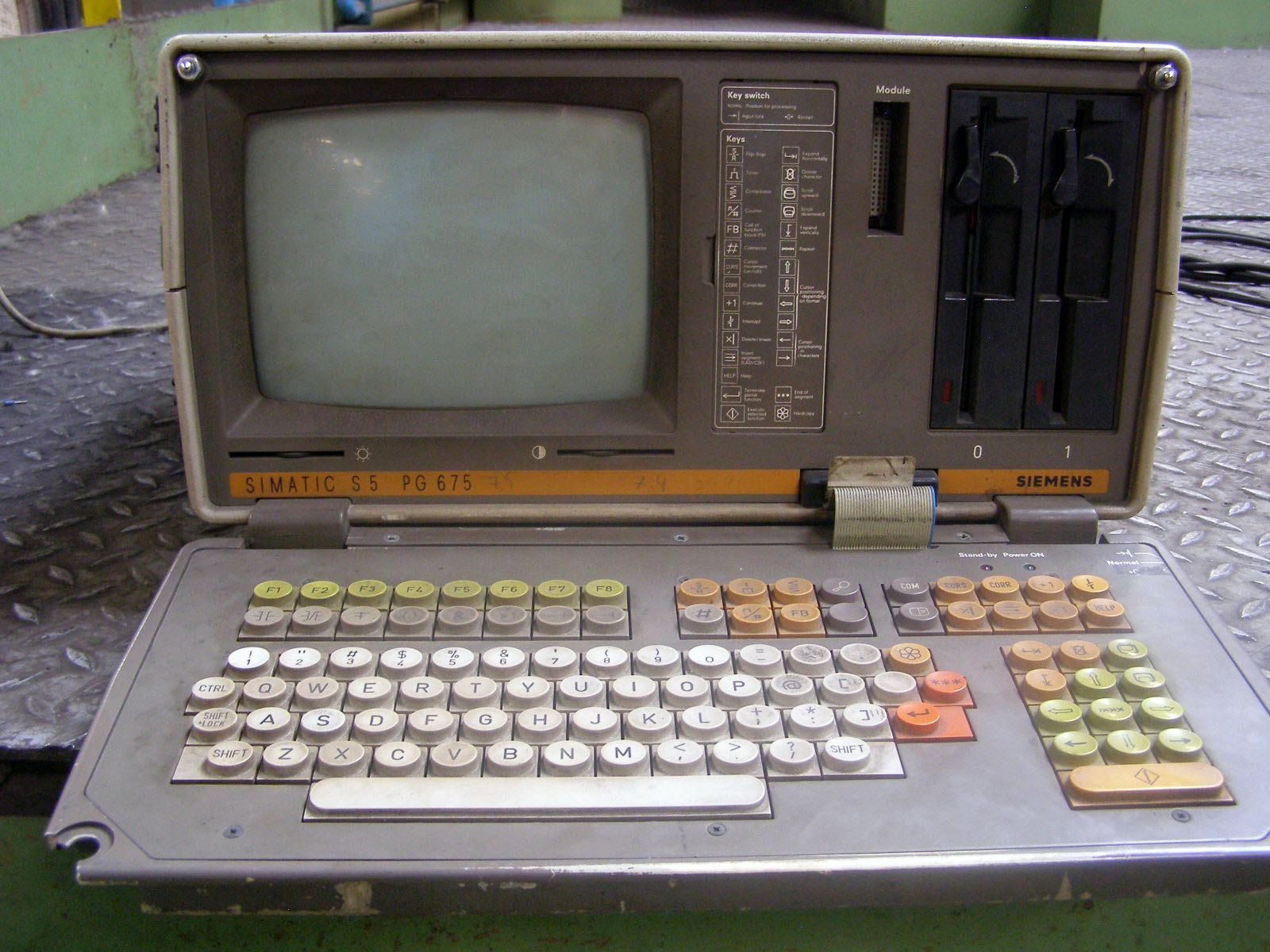
Программатор для Simatic S5, PG675

В 1978—1979 годах Simatic S3, в свою очередь, была заменена на Simatic S5. Simatic S5 — первая свободно-программируемая система автоматизации этой линии, получившая широкое распространение во всем мире и использующая язык программирования Simatic Step 5. С 1 октября 2005 года Siemens прекратил выпуск Simatic S5.
Следующим шагом в развитии систем автоматизации был выпуск новой серии устройств автоматизации Simatic S7, которая начала выпускаться с 1994 года.

### Simatic S7
Первоначально линейка S7 включала три основных класса ПЛК: S7-200 (в 2017 сняты с производства), S7-300 и S7-400. Из них наиболее популярными стали S7-300. Впоследствии появились еще два класса продуктов S7: ПЛК S7-1200 (2009 г.) и S7-1500 (2012 г.).

## Программное обеспечение ПЛК
Системы автоматизации нуждаются в программах, управляющих технологическими процессами. Siemens разработал собственное программное обеспечение для своей продукции:
- для ПЛК Simatic S5 используется ПО Simatic Step 5;
- для ПЛК Simatic S7-200 используется ПО Simatic Step 7 Micro/Win;
- для ПЛК Simatic S7-300 и Simatic S7-400 используется ПО Simatic Step 7 или (для более новых версий аппаратной части и прошивки) TIA Portal.
- для ПЛК Simatic S7-1200 и Simatic S7-1500 используется программная среда TIA Portal.

## Simatic Net
Simatic Net — сетевые решения на основе промышленных сетей PROFInet, Industrial Ethernet (IEEE 802-3 и IEEE 802.3u), Profibus (IEC 61158/EN 50170), Profinet (IEC 61158), AS-Interface (EN 50295), KNX (EN 50090, ANSI EIA 776). Новое направление, Sinaut ST7 — системы телеметрии на базе Simatic S7.

## Simatic HMI
Simatic HMI — средства человеко-машинного интерфейса:
- Панели оператора;
- HMI-система Simatic ProTool — с 2004 года заменяется на WinCC Flexible;
- HMI-система Simatic WinCC Flexible;
- HMI-система Simatic WinCC;
- HMI-система Simatic WinCC ОА (бывшая PVSS, разработанная компанией ETM, которую концерн Siemens приобрел в 2007 году).

## Simatic PCS 7
Simatic PCS 7 — DCS-система.

## Simatic IPC
Simatic IPC — линейки промышленных ПК.

## Simatic IT
Simatic IT — программная платформа для разработки MES (Систем оперативного управления производством).